# Online-Tutoring
Online-Tutoring – früher auch Tele-Tutoring oder E-Tutoring genannt – beinhaltet, dass ein Online-Tutor bei Bedarf mehrere Lernende (oder auch einen einzelnen Lernenden) bei ihrer (seiner) Lerntätigkeit auf Basis von Lernumgebungen auf entfernt-vernetzten Rechnern unterstützt.

## Nähere begriffliche Eingrenzung
Ganz klassisch stellt ein „Tutorium“ einen Übungsunterricht zu einem Lehrfach dar, bei dem das im Lehrfach Gelernte übend vertieft wird, die Methoden des Lehrfachs angewendet werden. Online-Tutoring stellt das Pendant eines solchen Übungsunterrichts in einer Datenfernübertragungsumgebung, heute üblicherweise im Internet, dar. Gegenüber der klassischen Begrifflichkeit wird der Tutoriumsbegriff im Onlineumfeld etwas lässiger gefasst, haben die Lernenden (oder hat der Lernende) im Rahmen einer schulischen oder beruflichen Aus- oder Weiterbildung oder einer Freizeitaktivität, etwa in Form eines Kurses, Seminars oder Workshops, sich einen gewissen Stoff in einem Themengebiet anzueignen. Dies ist im Wesentlichen das Setting und zugleich die Grundidee für ein betreutes Online-Lernen. Letzteres zählt zu den neuen Formen des Lernens und stellt eine Weiterentwicklung des herkömmlichen Fernunterrichts dar.
Online-Tutoring grenzt sich besonders durch die Tatsache von den anderen Angeboten ab, dass die Lernenden die Möglichkeit erhalten, orts- und zeitunabhängig mit einer betreuenden Person, meist über elektronische Medien, in Verbindung zu treten.

## Konkretisierung des Online-Tutorings

### Online-Tutoring, technische Infrastruktur und Betreuungsbedarf der Lernenden
Allgemein bezeichnet telekommunikatives Lernen eine Lernform, bei der die Kommunikation über Netzwerke der Breitband-Datenkommunikation – wie z. B. Internet – erfolgt, Netzwerke, welche zueinander entfernte Rechner miteinander verbinden. Die Betriebssysteme und die Software, die auf diesen vernetzten Rechnern installiert werden, bestimmen im Wesentlichen die Lern- und Kommunikationsmöglichkeiten, sowohl für die Lernenden als auch für den Online-Tutor. Zu unterscheiden sind hier einerseits die Lernumgebungen bzw. Lernplattformen, auf denen die Lernenden sich ihren Stoff erarbeiten, und andererseits die Kommunikationskanäle, über welche Lernende und Online-Betreuer sich miteinander austauschen. Die Kommunikationskanäle in Gestalt von virtuellen Verbindungen können dabei sehr unterschiedlich geartet sein: außer Video-Web-Konferenzschaltungen gibt es Whatsapp, E-Mail, Chat und andere Techniken, um eine Kommunikation zwischen Lernenden und Lehrenden zu ermöglichen.
Betreutes telekommunikatives Lernen bedarf eines Online-Tutoring, insbesondere immer dann, wenn die Lernenden noch Orientierungsbedarf oder technischen Informationsbedarf haben, um Lernschritte selbständig unternehmen zu können. Lange Zeit ist die Bedeutung von Betreuungsleistungen für den Erfolg von Online-Lehrangeboten unterschätzt worden. Mittlerweile ist in dieser Angelegenheit jedoch ein Umdenken eingetreten.
Online-Tutoring stellt eine Weiterentwicklung des Tele-Tutoring und damit des herkömmlichen Fernunterrichts dar und grenzt sich besonders durch die Tatsache von den anderen Angeboten ab, dass jederzeit die Möglichkeit besteht, Kontakt zu einem Betreuer oder Schüler aufnehmen zu können. Besonders der Kontakt zu den Betreuern, den sogenannten Tele-Tutoren ist nicht bei allen Formen des E-Learnings vorhanden. Zudem zeichnet sich Online-Tutoring dadurch aus, dass sich die Lernenden hauptsächlich eigenständig mit bestimmten Lerninhalten beschäftigen. Dadurch ist es dem Lernenden erlaubt, eigenverantwortlich und in einem selbst bestimmbaren Lerntempo Fähigkeiten und Kenntnisse zu erwerben. Dadurch, dass die Teilnehmer von Online-Tutoren betreut werden, ist es möglich, Problemen besser entgegenzuwirken, da bei Schwierigkeiten die Unterstützung des Betreuers angefordert werden kann.

### Online-Tutoren
Virtuelles Lernen oder Lernen mit Hilfe von Multimediasystemen bedeutet schon lange nicht mehr, dass die Lernenden auf sich allein gestellt sind und keine Hilfe von außen zu erwarten haben. Es wird zwar ein gewisser Grad an selbstgesteuertem Lernen erwartet, jedoch steht hinter jedem guten Kurs auch ein Lehrer, der bei Problemen weiterhilft und Interessenten durch die Thematik leitet. Die autodidaktische Form der Wissensaneignung besteht in den meisten Fällen nicht mehr. Tele-Tutoren sind „Personen, die Lernszenarien in virtuellen Bildungsangeboten gestalten und die Lernenden bei ihren Lernaktivitäten betreuen und unterstützen sowie inhaltlich beraten […]“.
Der Erfolg eines solchen Kurses wird also maßgeblich auch durch den Einsatz des Tutors mitgestaltet. Der Einsatz bezieht sich jedoch nicht mehr vorrangig darauf, Wissen zu vermitteln, sondern die Lernenden aktiv in ihrer Wissenserarbeitung zu begleiten und mit ihrer Kompetenz für Fragen offen zu sein. Des Weiteren lassen sich die Aufgabenfelder wie folgt einteilen:
1. Gestaltung der virtuellen Lernumgebung → Medienkompetenzen
2. Unterstützung beim selbst gesteuerten Lernen → didaktisch-methodische Kompetenzen
3. Kontaktherstellung zu den Mitlernenden → sozial-kommunikative Kompetenzen
4. Unterstützung bei der fachlichen Auseinandersetzung mit den Inhalten → didaktisch-methodische Kompetenzen
5. Hilfe bei technischen Problemen → technische Kompetenzen

## Vor- und Nachteile des Online-Tutorings

### Vorteile
Lernen auf telekommunikativer Basis gewinnt immer mehr an Bedeutung, denn es garantiert Flexibilität. So werden nur in den seltensten Fällen mehrere Präsenztermine verlangt oder Vorgaben für das Lernpensum gemacht. Das bringt viele Vorteile für bereits arbeitende Personen, die sich im Rahmen ihres Jobs weiterbilden möchten oder einfach neue Erkenntnisse erlangen wollen. Zudem ist es kostengünstiger gegenüber anderen Lernmethoden.
Weitere Vorteile von E-Learning gegenüber normalen Präsenzveranstaltungen:
|                      | Präsenzsitzung | E-Learning         |
| -------------------- | -------------- | ------------------ |
| Zugangsmöglichkeiten | beschränkt     | dauerhaft          |
| Ergebnismessung      | schwierig      | durch Test gegeben |
| Soziale Kontakte     | hoch           | begrenzt           |
| Eigeninitiative      | gering         | hoch               |

Der größte Vorteil liegt vor allem in der Unabhängigkeit von Ort und Zeit. Somit wird Bildung einer größeren Zahl von Interessenten zugänglich gemacht. Natürlich muss man anmerken, dass alle Bewertungskriterien individuell auslegbar sind und ein Lernender auch bei einer Präsenzveranstaltung eine große Eigeninitiative aufbringen kann oder Freundschaften über eine E-Learning-Veranstaltung entstehen. Auch lässt sich immer wieder beobachten, dass durch den Gebrauch von medialen Kommunikationsmethoden Hemmungen abgebaut werden und sich einige Teilnehmer offener und extrovertierter zu Wort melden.

### Nachteile
Ein großes Problem ist es, die Motivation der Lernenden auf einem konstanten Niveau zu halten. Wichtig ist, dass eine ständige Kommunikation stattfindet, egal in welcher Form, da ohne die regelmäßigen, schriftlichen Beiträge das Interesse am Lernen leicht verloren geht.
Auch das Problem, dass Absprachen nicht eingehalten werden, tritt häufig bei der Arbeit von virtuellen Gruppen auf. Ein solches Problem lässt sich nicht so schnell beheben wie bei normalen Seminaren. Ebenso verhält es sich, wenn ein einzelner Teilnehmer nicht mehr am Geschehen teilnimmt. Andererseits wurden auch schon die Erfahrungen gemacht, dass einige Teilnehmer so dominant auftreten, dass sich andere nicht mehr trauen, einen Beitrag abzugeben. Auch Missverständnisse, Beleidigungen und unverständliche Beiträge sind Probleme bei einem virtuellen Seminar. Für den Tutor ist nicht immer leicht, erfolgreich zu intervenieren oder zu präventiveren. Er hat die Möglichkeit, die Probleme zu beschreiben, die Ursachen zu erforschen und vielleicht einzugreifen. Doch dafür muss von vornherein eine Vertrauensbasis bestehen, damit sich die Teilnehmer mit ihren Problemen auch an den Tutor wenden. Zudem sollte er von vornherein auf diese Art der Probleme hinweisen und von den Teilnehmern ein faires Verhalten verlangen. Doch auch diese Maßnahmen garantieren nicht, dass alles ohne Probleme abläuft.

## Historische Entwicklung des Tele-Tutorings, dem Vorläufer des Online-Tutorings
Die geschichtliche Entwicklung des Tele-Tutorings geht von dem Begriff im weitesten Sinne aus, also vom Konzept des Lernens mit Computerunterstützung und setzt sehr früh bei den ersten Lernprogrammen an. Die Entwicklung lässt sich grob in drei Phasen unterteilen:

### Erste Phase
Diese Phase beginnt in den 1950er-Jahren und erstreckt sich bis in die erste Hälfte der 1970er-Jahre. Aus lerntheoretischer Sicht war dieser Zeitraum vor allem durch den Behaviorismus gekennzeichnet. Der Behaviorismus zeichnet sich dadurch aus, dass der Lernende als Reaktion auf bestimmte Reize und Verstärkungen des gewünschten Verhaltens auffasst. Die Rolle des Lernenden ist dabei passiv. Der Lehrer gilt als Autorität, der die Reihenfolge der Lerninhalte starr und instruktiv vorgibt. Zu Beginn der 1960er-Jahre wurden Rechenmaschinen für Lern- und Lehrprozesse eingesetzt. Allerdings waren damit keine komplexen Lernprogramme umsetzbar.

### Zweite Phase
In der zweiten Phase, die bis in die frühen 1980er-Jahre führte, wandelte sich die behavioristische Theorie in eine kognitive. Der Kognitivismus rückt die aktive Denk- und Verstehensprozesse des Lerners in den Vordergrund. Lernen wird somit zur aktiven und selbstständigen Verarbeitung von äußeren Reizen. Zu dieser Zeit kam es auch zur Entwicklung der ersten Mikroprozessoren, die letztendlich auch die Nutzung von Technologien im Bildungsbereich vorantrieben.

### Dritte Phase
Diese Phase dauert bis heute an und zeichnet sich vor allem durch die Entwicklung tutorieller Systeme aus. Die multimediale Aufbereitung von Lerninhalten sowie Lernen in vernetzten Umgebungen sind die Ergebnisse der Bemühungen. Festzuhalten gilt, dass sich Formen des E-Learnings, wie zum Beispiel das Tele-Tutoring aus dem Fernstudium entwickelt haben. Zum großen Durchbruch der computervermittelten Kommunikation verhalf die rasante Entwicklung des Internets in den 1990er-Jahren. „Durch die weltweite Vernetzung der Computer sind Kontakte und der Zugang zu Informationen unabhängig von Raum und Zeit verfügbar. Aus den einfachen Computerkonferenzsystemen wurden internet-basierte Lernumgebungen (Lernplattformen) entwickelt.“ Zusätzlich zur kognitiven Theorie lassen sich vermehrt konstruktivistische Ansätze erkennen. Der Konstruktivismus hat ebenfalls die internen Verstehensprozesse im Mittelpunkt, allerdings liegt hier die Betonung auf dem Wissenserwerb.